# Владислав (князь Хорватии)
Владислав — племянник и преемник князя Борна на престоле Хорватии. Взошел на трон в феврале 821 года, скончался примерно в 835 году.
Больше всего информации о Владиславе известно из анналов королевства франков, где говорится о кончине Борны. Владислав правил из города Нин.